# Desde siempre
Desde siempre es el título del segundo álbum recopilatorio grabado por el artista puertorriqueño-estadounidense Chayanne, que reúne algunas de sus canciones románticas. Fue lanzado al mercado bajo el sello discográfico Sony BMG Norte el 28 de marzo de 2005.

## Lista de canciones[2]
| N.º | Título                                    | Escritor(es)                      | Álbum                  | Duración |
| --- | ----------------------------------------- | --------------------------------- | ---------------------- | -------- |
| 1.  | «Contra vientos y mareas»                 | Franco De Vita                    | Tema inédito           | 3:58     |
| 2.  | «Un siglo sin ti»                         | Franco De Vita                    | Sincero (2003)         | 4:41     |
| 3.  | «Volver a nacer»                          | Estéfano · Ximena Zapata          | Volver a nacer (1996)  | 4:55     |
| 4.  | «Cuidarte el alma»                        | Marc Durandeau · Cristian Zelles  | Sincero (2003)         | 4:12     |
| 5.  | «Fuiste un trozo de hielo en la escarcha» | José María Cano                   | Chayanne II (1988)     | 4:38     |
| 6.  | «Atado a tu amor»                         | Estéfano                          | Atado a tu amor (1998) | 5:07     |
| 7.  | «El centro de mi corazón»                 | Alejandro Vezzani                 | Provócame (1992)       | 3:48     |
| 8.  | «Pienso en ti»                            | Estéfano                          | Atado a tu amor (1998) | 4:18     |
| 9.  | «Yo te amo»                               | Estéfano                          | Simplemente (2000)     | 4:51     |
| 10. | «Solamente tu amor»                       | Donato Póveda · Hal S. Batt       | Volver a nacer (1996)  | 3:25     |
| 11. | «Daría cualquier cosa»                    | Luis Gómez Escolar · Julio Seijas | Tiempo de vals (1990)  | 3:23     |
| 12. | «Entre mis recuerdos»                     | Albert Hammond · H. Knight        | Volver a nacer (1996)  | 3:48     |

## Gráficos
| Lista (2005)                      | Posición |
| --------------------------------- | -------- |
| Billboard European Top 100 Albums | 66       |
| U.S. Billboard 200                | 182      |
| U.S. Billboard Top Latin Albums   | 8        |
| U.S. Billboard Latin Pop Albums   | 2        |